# The Album Leaf

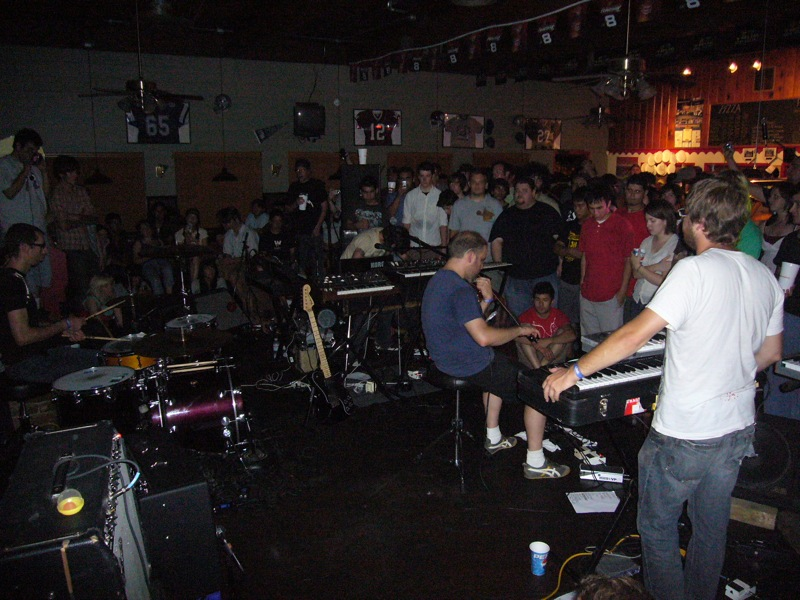
The Album Leaf

The Album Leaf is het soloproject rond Jimmy LaValle, een componist afkomstig uit San Diego en ook bekend van de postrockband Tristeza. In zijn muziek is een grote variëteit aan inspiratiebronnen terug te vinden, bijvoorbeeld aan klassieke muziek, ambient en jazz. In 1999 kwam het eerste Album Leaf album uit: An Orchestrated Rise to Fall. Een tweede album volgde drie jaar later, in 2001, getiteld One Day I'll Be on Time. Tussen de eerste twee albums gaf The Album Leaf ook nog een ep uit, In an Off White Room.
The Album Leaf verwierf vooral bekendheid doordat het een van de bands was die geregeld een optreden mocht openen voor het bekende Sigur Rós. Voor het derde album, In a Safe Place, is LaValle dan ook nauw gaan samenwerken met Sigur Rós: enkele van Sigur Rós' artiesten zijn terug te horen op het album, dat ook nog eens werd opgenomen in Sigur Rós' eigen studio in IJsland. Vanaf dit album heeft The Album Leaf ook onderdak bij Sub Pop.
In 2006 rolde het inmiddels vierde album van de pers: Into the Blue Again, en 2010 kwam er ook nog A Chorus Of Storytellers. Beide albums werden ook bij Sub Pop uitgebracht.

## Bandleden
Officieel is The Album Leaf het soloproject van Jimmy LaValle, die instaat voor het componeren, mixen en producen, maar live wordt hij bijgestaan door:
- Matthew Resovich - Viool, Gitaar, Synthesizer, Glockenspiel, Zang
- David LeBleu - Drum
- Brad Lee - (Bas)Gitaar, Keyboards, Trompet, Andere instrumenten
- Gram LeBron - (Bas)Gitaar, Keyboards, Zang
- Andrew Pates - Live Visuals

## Discografie

### Albums
- An Orchestrated Rise to Fall, Music Fellowship / Linkwork records, 1999
- One Day I'll Be on Time, Tigerstyle Records, 2001
- In a Safe Place, Sub Pop records, 2004
- Into the Blue Again, Sub Pop / City Slang, 2006
- A Chorus of Storytellers, Sub Pop, 2010
- Torey's Distraction - Original Soundtrack, 2012
- Between Waves (deluxe version), Relapse Records, 2016

### Singles en ep's
- In an Off White Room, Troubleman Unlimited, 2001
- Collaboration Series no. 1 met Bright Eyes, Better Looking Records, 2002
- A Lifetime or More Arena Rock Recording Co. Split met On! Air! Library!, 2003
- Collaboration Series no. 2 met Her Space Holiday, Better Looking Records, 2003
- Seal Beach EP, Acuarela discos, 2003
- Seal Beach EP w/ Bonus Tracks, Better Looking Records, 2005
- Red Tour EP, Eigen uitgave, 2005
- Green Tour EP (aka The Enchanted Hill), Eigen uitgave, 2007